# Российская партия пенсионеров за социальную справедливость
Российская партия пенсионеров за социальную справедливость — действующая зарегистрированная российская популистская социал-консервативная политическая партия.
Создана 29 ноября 1997 года как «Партия пенсионеров», и начиная с 2000-х годов оказалась в систематическом кризисе, который окончился распадом на ушедших деятелей в СР и стремящихся сохранить партию, которые в 2007 году учредили общественную организацию «Российские пенсионеры». Восстановлена членом СР в 2012 году как «Российская партия пенсионеров за справедливость» после реорганизации справедливороссов из-за их участия в событиях 2011 — 2012 годов. Начиная с реорганизации, фактически стала партией-спойлером.

## История
Российская партия пенсионеров за справедливость — это политическая партия, созданная на учредительном съезде 29 ноября 1997 года под названием «Партия пенсионеров» (ПП), председателем был выбран Атрошенко Сергей Петрович.
9 октября 1999 года партия пенсионеров одна из немногих провела свой съезд в Кремлёвском дворце съездов (в котором проходили съезды КПСС), на котором была утверждена её предвыборная платформа.
18 февраля 2000 года лидер партии Сергей Атрошенко был выдвинут и зарегистрирован кандидатом на выборы губернатора Ханты-Мансийского автономного округа, но 9 марта был снят ЦИКом с выборов из-за нарушения расходования избирательных средств.
После принятия нового закона о политических партиях регистрация партии была аннулирована. Руководство партии приняло решение восстановление партии с нуля и новым названием «Российская партия пенсионеров». 1 декабря 2001 года прошёл учредительный 1-й съезд, 15 мая 2002 года партия была вновь зарегистрирована.
В мае 2003 года прошёл 2-й съезд, в сентябре этого года прошёл 3-й внеочередной съезд партии по созданию избирательного блока с «Партией социальной справедливости» для участия в парламентских выборах в Государственную думу.
После поражения партии на парламентских выборах 2003 года произошёл раскол между сторонниками действующего председателя Сергея Атрошенко и депутата Госдумы РФ Валерия Гартунга, избранного по одномандатному округу Челябинской области. 31 января 2004 года сторонники депутата Валерия Гартунга в гостинице Измайлово провели 4-й внеочередной съезд, на котором Гартунг был избран временным председателем. В ответ Сергей Атрошенко провел заседание Центрального совета партии, на котором исключил Гартунга из партии.
27 марта 2004 года прошёл 5-й съезд партии, на котором Валерий Гартунг был восстановлен в партии и избран новым председателем.
26 сентября 2005 года экс-лидер партии Сергей Атрошенко обратился в Таганский районный суд Москвы, который признал незаконность избрания Валерия Гартунга председателем партии и своим постановлением отстранил его с поста.
17 декабря 2005 года на 6-м съезде председателем партии был избран вице-губернатор Тульской области Игорь Зотов.

### Отношения с оппонентами
12 августа 1999 года партия распространила заявление о готовности поддержать выдвижение сопредседателя избирательного блока «Отечество — Вся Россия» Евгения Примакова кандидатом в Президенты РФ. Сам Евгений Примаков на заявление партии не отреагировал. В сентябре 1999 года партия рассматривала возможность совместно с движениями «Кедр» и «Наш дом — Россия» создание основы избирательного блока «Медведь». Но впоследствии избирательный блок «Медведь» был сформирован из других политических организаций. 9 октября партия провела свой съезд в Кремлёвском Дворце, где была принята платформа партии.
10 июня 2003 года лидер КПРФ Геннадий Зюганов заявил, что Партию пенсионеров придумали в Кремле, чтобы отобрать голоса у коммунистов, на что лидер Партии пенсионеров Сергей Атрошенко подал на него иск в суд о защите чести и достоинства.

### Роспуск
29 августа 2006 года лидеры трёх политических партий: Российской партии Пенсионеров, Российской партии Жизни и партии «Родина»: Игорь Зотов, Сергей Миронов и Александр Бабаков — подписали соглашение об объединении своих партий и создании новой политической партии «Справедливая Россия».
После роспуска политической партии 4 сентября 2007 года на её базе была создана общественная организация «Российские пенсионеры», под председательством экс-лидера партии Игоря Зотова.

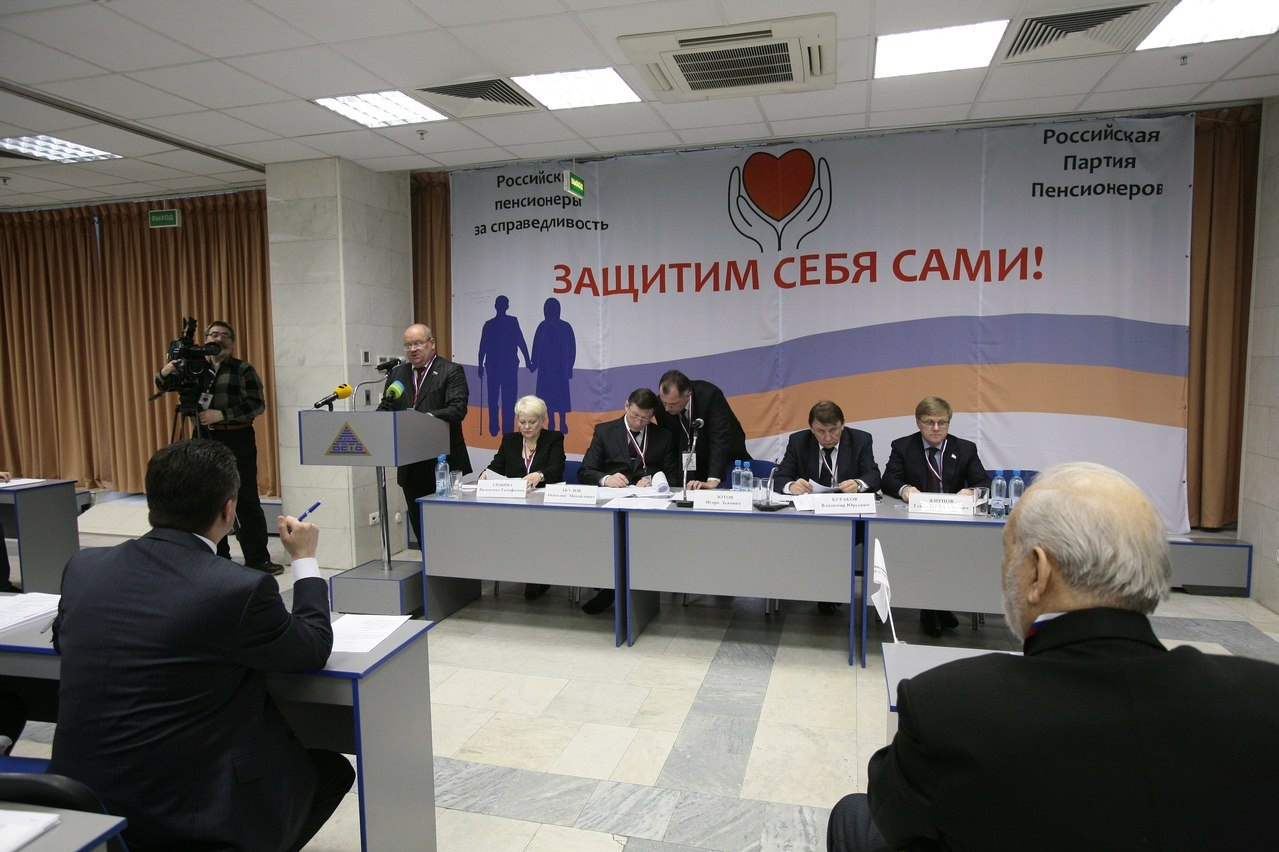
1 (8) Съезд партии. 7 апреля 2012 года

### Восстановление
В феврале 2012 года «Партия пенсионеров» объявила о выходе из «Справедливой России» и поддержке Владимира Путина, а также о проведении восстановительного съезда партии.
7 апреля 2012 года состоялся съезд общественной организации «Российские пенсионеры за справедливость», на котором было принято решение об учреждении политической партии с новым названием «Российская партия пенсионеров за справедливость» с сохранением прежней символики. Председателем партии избран депутат Государственной думы РФ 6-го созыва Игорь Зотов, возглавлявший партию пенсионеров с декабря 2005 года.
13 июня 2012 года партия пенсионеров под председательством депутата Государственной думы 2011 6-го созыва Игоря Зотова официально зарегистрирована Минюстом. 27 ноября 2015 года Игорь Зотов сложил полномочия председателя партии.
26 декабря 2015 года, на съезде партии председателем избран депутат Законодательного собрания Свердловской области,Заместитель Председателя партии, Доверенное лицо кандидата в Президенты РФ Путина В.В. на выборах 2012 года. Евгений Артюх.
9 июля 2016 года Партия пенсионеров, освобожденная от сбора подписей избирателей, утвердила федеральный список кандидатов в депутаты Госдумы. В список, в числе прочих, вошёл бывший глава Челябинской области Михаил Юревич, а также экс-губернаторы Псковской области и Ненецкого автономного округа Евгений Михайлов и Владимир Бутов, депутат Олег Савченко и бывший мэр Калининграда Юрий Савенко.
Центризбирком исключил из федерального списка Партии пенсионеров 42 кандидата, в том числе Михаила Юревича, и отказался заверить список по одномандатным округам состоящий из 166 кандидатов, включая упомянутых выше экс-губернаторов, а также известных московских адвокатов Игоря Трунова и Всеволода Свободы, ссылаясь на ошибки и отсутствие информации в подававшихся документах.
15 июля президиум РППС принял решение исключить Юревича, Михайлова, Бутова, Савченко и Савенко из списка, ссылаясь на недовольство местных партийцев. Глава партии Евгений Артюх заявил, что ещё до съезда партии администрация президента потребовала от него убрать из списка кандидатов на выборы в Госдуму нескольких «несогласованных» кандидатов, в том числе бывшего губернатора Челябинской области Михаила Юревича. По данным газеты «Коммерсант», проблемы начались из-за утайки партийным руководством настоящих кандидатов от представителей администрации президента.

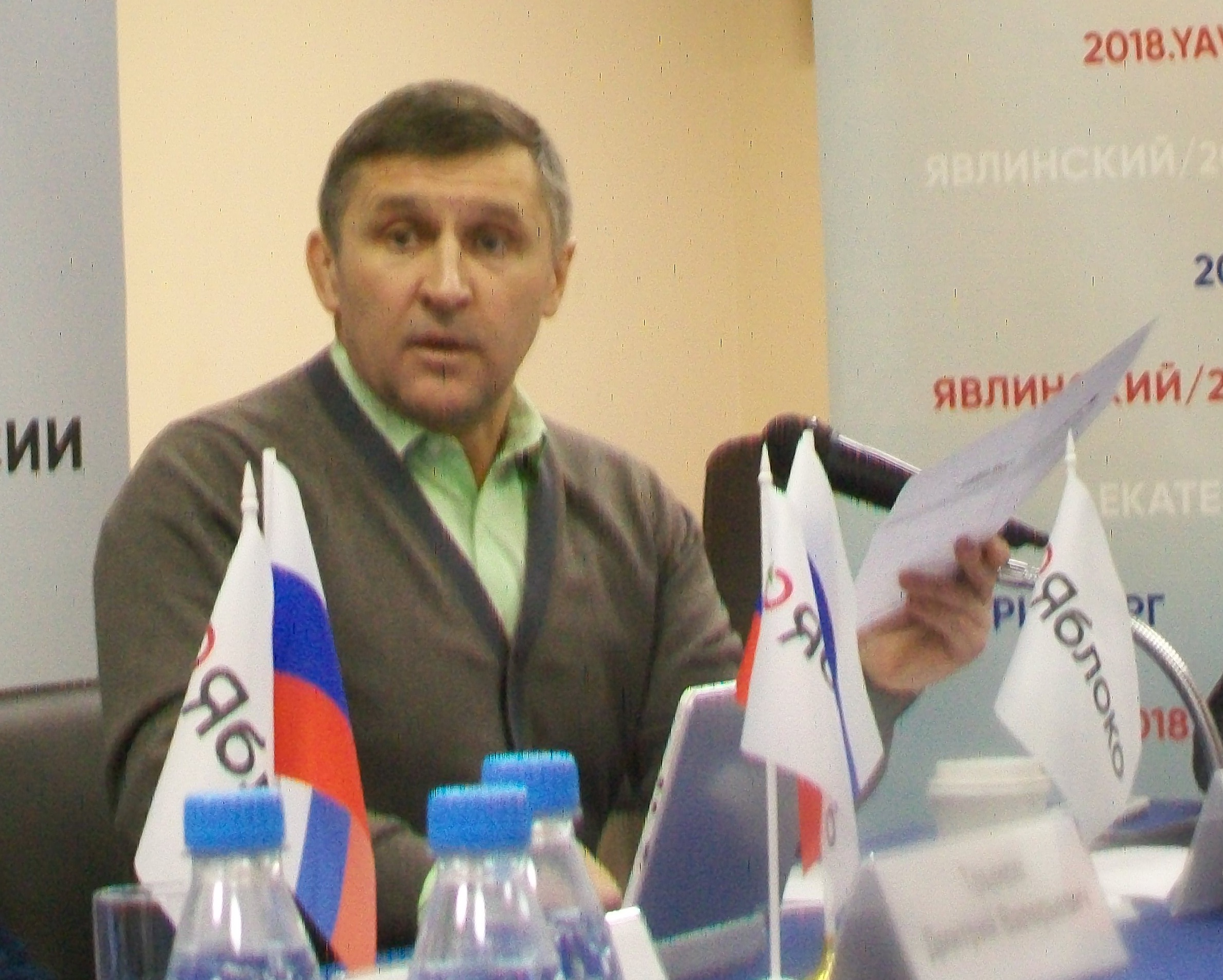
Евгений Артюх в качестве эксперта на встрече с Григорием Явлинским, 12 декабря 2017 года

29 июля Евгений Артюх был смещён с руководящей должности, а позже — отказался от участия в выборах в Свердловской области, объясняя это не желанием слушать и подчиняться володиным, вороновым и прокопенкам, ибо для меня очевидно, что эти люди действуют не в государственном интересе. По версии газеты «Ведомости», скандал со снятием партии стал причиной увольнения начальника департамента по взаимодействию с партиями управления внутренней политики администрации президента РФ Марины Чекуновой.
Партии не удалось оспорить решение ЦИКа в Верховном суде, её юристы планировали обратиться в апелляционную инстанцию ВС.
Позднее президиум партии пенсионеров отказался обжаловать решение ЦИК об отказе заверить список одномандатников, фактически бросив на произвол судьбы всех 166 кандидатов выдвинутых съездом партии.
На выборах депутатов Государственной Думы Федерального Собрания Российской Федерации седьмого созыва партия была представлена только федеральным списком, состоящим из 306 кандидатов (из 331 человек выдвинутых кандидатами, ЦИК РФ зарегистрировал кандидатами 318 человек, из которых 12 выбыли в ходе выборов). Федеральную часть списка возглавляли Владимир Бураков, а такжеВладимир Ворожцов и, впоследствии выбывшего из списка до дня голосования Игоря Хмельнова.
По результатам голосования, партия набрала 910 848 голосов (1,73 %), заняв 7-е место. По полученным результатам голосования, за федеральный список партии она уступила четырём партиям, вошедшим в состав Государственной Думы («Единая Россия» — 50,20 %, «Коммунистическая партия Российской Федерации» — 13,34 %, ЛДПР — 13,14 %, «Справедливая Россия» — 6,22 %), а также двум партиям, не получившим мандатов: «Коммунисты России» — 2,27% и «Яблоко» — 1,99%.
Наибольшие результаты партией были получены в Вологодской области (4,03 %), Приморском крае (3,80 %) и Республике Коми (3,51 %). Наихудшие показатели — в Кабардино-Балкарии (0,02 %), Чечне, Карачаево-Черкессии и Ингушетии (по 0,11 %), а также в Дагестане и Северной Осетии (по 0,25 %).

### Ребрендинг

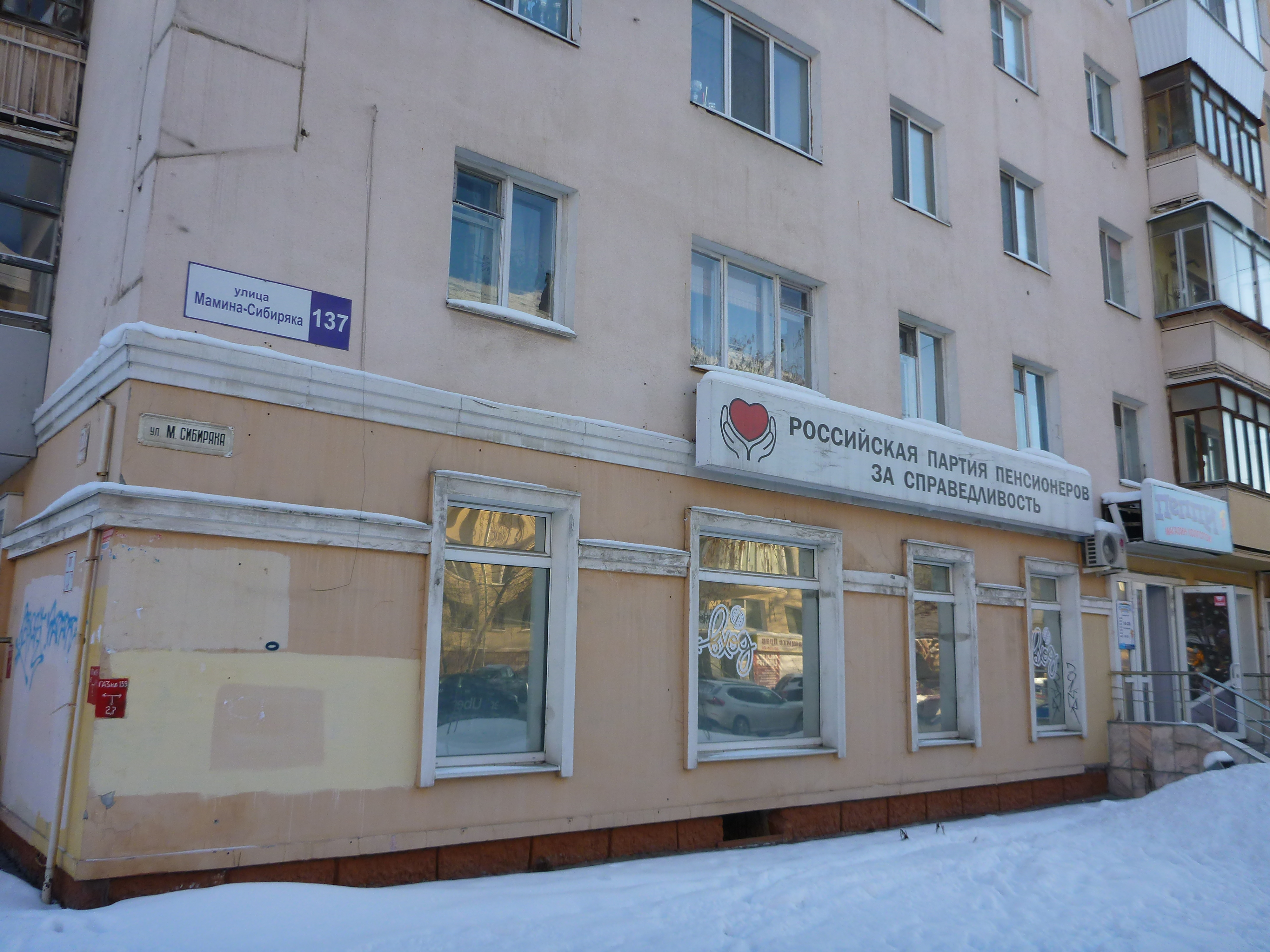
Отделение Российской партии пенсионеров за социальную справедливость в Екатеринбурге (со старым логотипом). Фото 2020 года

11 марта 2017 года партия сменила название на «Российская партия пенсионеров за социальную справедливость», изменила эмблему и упразднила должность председателя. По словам председателя центрального совета партии Владимира Буракова, уточнение названия нужно, чтобы определить основную цель партии, а предыдущее название было расплывчатым.
Поводом для смены эмблемы стал судебный спор о правах на логотип с бывшим членом партии Анатолием Акуловым, чей фонд «Народное достояние» обладает правами на эмблему партии, на которой изображено красное сердце в ладонях. Новым символом партии станет сердце, лежащее на руке одного человека и прикрытое сверху рукой другого. Под изображением будет надпись «Партия пенсионеров».
29 июня 2021 года VI съезд партии принял решение об участии в выборах депутатов Государственной Думы Федерального Собрания Российской Федерации восьмого созыва и выдвижении списка кандидатов в депутаты.
На съезде выдвинут 341 кандидат по федеральном избирательному округу в составе 36 региональных групп, а также 200 кандидатов одномандатников (см. также Список кандидатов по одномандатным округам на выборах в Государственную думу 2021 года).
17 июля 2021 года ЦИК России своим Постановлением №24/213-8 заверил списки одномандатников в составе 194 человек (22 июля список был дополнен до 200 человек), а Постановлением №24/212-8 заверил список из 278 человек, составляющих федеральный список кандидатов. Федеральную часть списка составили Председатель Центрального совета Партии Владимир Бураков, а также два его заместителя Владимир Ворожцов и Андрей Широков. Впоследствии из 278 претендентов Центральная избирательная комиссия РФ зарегистрировала кандидатами в депутаты по федеральному списку 277 человек. В процессе выборов ещё 8 кандидатов из федерального списка выбыли.

## Председатель партии
- Сергей Атрошенко (1997—2004)
- Валерий Гартунг (2004—2005)
- Игорь Зотов (2005—2015)
- Евгений Артюх (2015—2016)
- Владимир Бураков (2016—2024)
- Владимир Ворожцов (и. о.; 2024—2025)
- Эрик Праздников (2025 — н. в.)

## Финансирование партии
«Российская партия пенсионеров за справедливость» не получает государственного финансирования за голоса избирателей. Членских взносов в партии нет. По годам доходы партии составили:
- 2013 год — 12,3 млн руб.;
- 2014 год — 2,3 млн руб.
- 2015 год — 14,4 млн руб.

Расходы партии за 2015 год составили 5,2 млн руб. и распределялись следующим образом:
- Содержание руководящих органов партии — 0 %;
- Содержание региональных отделений партии — 58,8 %;
- Перечислено в избирательные фонды — 22,6 %;
- Агитационно-пропагандистская деятельность — 13,5 %;
- Публичные мероприятия, съезды, собрания и т. п. — 0 %;
- Прочие расходы — 5,1 %.